# Yoriko Okamoto
Yoriko Okamoto (jap. 岡本依子 Okamoto Yoriko; ur. 6 września 1971 w Kadomie) – pierwsza Japonka, która zdobyła medal w taekwondo. Miało to miejsce na Igrzyskach w Sydney, zdobywszy wtedy brązowy medal. Zdobyła ona też medale na Mistrzostwach Azji w Taekwondo. Były to 2 srebrne i 2 brązowe.